# Jean Worms-Germinal
Pour les articles homonymes, voir Jean Worms.
Jean Worms (dit Germinal), né le 10 octobre 1894 dans le 14e arrondissement de Paris et mort le 3 avril 1974  à Neuvic dans le département de la Dordogne est un résistant et homme politique socialiste français.

## Biographie
Fils d'Élise Worms, Jean Worms naît le 10 octobre 1894 à Paris, dans le 14e arrondissement.
Il adhère à la SFIO en 1912 et l'année suivante, il obtient le diplôme d'ingénieur en industries agricoles. Lors de la Première Guerre mondiale, il est maréchal-des-logis-chef au 7e régiment de cuirassiers.
En 1925, il s'installe dans le département de la Dordogne et en 1935, il est élu conseiller municipal socialiste à Boulazac. Il se présente sans succès aux élections législatives de 1936 puis aux élections sénatoriales de 1938.
Au début de la Seconde Guerre mondiale, il est affecté comme ingénieur dans les poudreries.
Après l'invasion de la zone libre par l'occupant allemand en novembre 1942, il rejoint les rangs de la Résistance en Dordogne sous le pseudonyme de « Germinal ». Fin 1943, il est responsable départemental du mouvement Libération-Sud, avant de devenir au début de l'année suivante chef des Mouvements unis de la Résistance. Il est également membre de l’état-major départemental des Forces françaises de l'intérieur (FFI). Il est délégué à l'Assemblée consultative provisoire à partir de novembre 1944 par son mouvement de Résistance.
À la Libération, il est président du comité départemental de Libération, responsabilité que les communistes lui retireront en 1946.  D'octobre 1944 à mai 1945, il devient maire de Boulazac. Le 21 octobre 1945, il est élu député socialiste de la première assemblée constituante mais n'est pas réélu en juin 1946 pour la deuxième assemblée constituante.
Revenu à Paris comme ingénieur, il dirige une entreprise de constructions électriques. Il revient en Dordogne  pour sa retraite et meurt le 3 avril 1974 à son domicile de Neuvic.

### Décorations
Il est chevalier de la Légion d'honneur, titulaire de la croix de guerre 1939-1945 et de la médaille de la Résistance française avec rosette.

### Détail des fonctions et des mandats
- 21 octobre 1945 - 10 juin 1946 : député de l'Assemblée constituante de 1945.
- Maire de Boulazac (octobre 1944-mai 1945).